# Chiloglanis ruziziensis
Chiloglanis ruziziensis és una espècie de peix de la família dels mochòkids i de l'ordre dels siluriformes.
Els mascles poden assolir els 5,8 cm de llargària total.
Es troba a Àfrica: conca del Ruzizi.
Les seues principals amenaces són la terbolesa de l'aigua a causa de l'erosió i l'expansió agrícola.